# Adolf Dassler
Adolf "Adi" Dassler (sinh ngày 3 tháng 11 năm 1900 ở Herzogenaurach, Bavaria, Đức - mất ngày 6 tháng 9 năm 1978 ở Herzogenaurach) là người sáng lập của công ty trang phục thể thao Adidas.
Được huấn luyện thành một thợ đóng giày, Adi Dassler bắt đầu chế tạo những chiếc giày thể thao đầu tiên trong bếp của mẹ ông sau khi trở về Chiến tranh thế giới thứ nhất. Cha ông, Christoph, làm trong một nhà máy sản xuất giày, và anh em Zehlein, những người đã sản xuất ra đinh của giày chạy điền kinh ở nhà rèn của họ, đã hỗ trợ Dassler khởi nghiệp. Vào năm 1924, anh trai ông Rudolf Dassler tham gia vào kinh doanh, trở thành Gebrüder Dassler Schuhfabrik (Xưởng giày anh em nhà Dassler).
Vào Thế vận hội mùa hè năm 1928, Dassler đã trang bị cho vài vận động viên, đặt nền tảng cho sự mở rộng công ty ra thị trường quốc tế. Trong suốt Thế vận hội mùa hè năm 1936 ở Berlin, Dassler đã trang bị cho vận động viên người Mỹ Jesse Owens giày của ông. Jesse Owens đã thắng 4 huy chương vàng trong năm mà anh mang giày của Adi.
Với sự nổi lên của Adolf Hitler vào năm 1930, cả hai anh em Dassler gia nhập Đảng Quốc xã, và Rudolf được xem là hăng hái hơn. Rudolf đã soạn thảo, và sau đó bị bắt, trong khi Adi ở lại phía sau để sản xuất giày cho Lực lượng vệ quốc Đức quốc xã.
Cuộc chiến tranh càng gia tăng sự khác biệt giữa 2 anh em và vợ họ. Rudolf, khi bị bắt bởi quân Mỹ, đã bị nghi ngờ là một thành viên của Quân áo đen, thông tin được cho là cung cấp bởi người không ai khác là em trai Adi của ông.
Vào năm 1948, sự rạn nứt giữa 2 anh em càng rộng ra. Rudolf rời công ty để thành lập công ty Puma phía bên kia thành phố (qua sông Aurach), và Adolf Dassler đã đổi tên công ty thành Adidas theo biệt danh của ông (Adi Dassler).
Vào năm 1973, con trai Adolf Dassler là Horst Dassler thành lập Arena,
công ty sản xuất trang bị bơi lội. Sau khi Adolf Dassler qua đời vào năm 1978,
Horst và vợ là Käthe quản lý công ty. Horst mất 9 năm sau đó, 1987.
Adidas đã được chuyển thành công ty tư nhân trách nhiệm hữu hạn vào năm 1989, nhưng vẫn còn là tài sản của gia đình cho đến khi được rao bán năm 1995.